# Galaktička ravnina
Galaktička ravnina (galaktički ekvator, galaktička ravnica, eng. galactic plane) je pojam iz astronomije. Predstavlja veliku kružnicu na nebeskoj sferi. Prolazi središnjom ravninom Kumove slame ili koje druge galaktike. Prema nebeskom ekvatoru nagnuta je za 63°.